# Cantón de Capesterre-de-Marie-Galante
El cantón de Capesterre-de-Marie-Galante era una división administrativa francesa, que estaba situada en el departamento de Guadalupe y la región de Guadalupe.

## Composición
El cantón estaba formado por la comuna que le daba su nombre:
- Capesterre-de-Marie-Galante

## Supresión del cantón de Capesterre-de-Marie-Galante
En aplicación del Decreto nº 2014-235 de 24 de febrero de 2014, el cantón de Capesterre-de-Marie-Galante fue suprimido el 22 de marzo de 2015 y su comuna pasó a formar parte del nuevo cantón de Marie-Galante.